# Sektorforskningsinstitutioner
Sektorforskningsinstitutioner er danske statslige institutioner, der udfører forsknings-, udviklings-, udrednings- og rådgivningsopgaver til anvendelse inden for et specifikt område – enten i den politiske eller administrative beslutningsproces eller i relation til det pågældende områdes udvikling. 

## Opgaver
Typisk varetager institutionerne følgende opgaver i varierende omfang:
- Sektorforskning, dvs. forskning for fremskaffelse af et videngrundlag for beslutninger i eller udvikling for en specifik samfundssektor (offentlig såvel som privat).
- Myndighedsberedskab, dvs. varetagelse af opgaver knyttet til nationale og internationale myndigheders overvågning, service, kontrol og tilsyn med specifikke forhold.
- Rådgivning, dvs. levering af uafhængige, forskningsbaserede konsulenttjenester til offentlige og private aftagere inden for den respektive sektor.

## Relationer
Mellem universiteter, virksomheder og sektorforskningsinstitutioner er der en form for naturlig arbejdsdeling mht. løsning af forskningsopgaver. I alle lande med omfattende forskningsvirksomhed vil man kunne finde en sådan tredeling af "forskningslandskabet". Dog vil både den ressourcemæssige og organisatoriske fordeling kunne variere meget landene i mellem.

## Principper
Sektorforskning bygger på et princip om nærhed til en politisk/administrativ eller erhvervsmæssig sektor i samfundet. Forskningskommissionen gav i sin betænkning følgende beskrivelse:
Typisk for sektorforskningsinstitutionerne er, at hovedformålet med deres forskning er relevans og anvendelighed for brugerne i bred betydning. Sektorforskningens relevans skal forstås således, at der er tale om problemorienteret forskning med et klart samfundsmæssigt sigte. Mål og rammer for forskningen afspejles gerne i en forskningsstrategi. Målene er således fastsat af andre instanser end forskerne selv, og der er ikke en tilsvarende bestemmelse om forskningsfrihed som i universitetsloven, hvorefter den enkelte forsker inden for sit faglige ansættelsesområde har forskningsfrihed med de forpligtelser, der følger af et ansættelsesforhold.

## Fusioner
I oktober 2006 besluttede den Regeringen Anders Fogh Rasmussen II at fusionere en række af universiteterne med hinanden og med hovedparten af de danske sektorforskningsinstitutioner med virkning fra 1. januar 2007:
- Danmarks Tekniske Universitet med Forskningscenter Risø, Danmarks Fødevareforskning, Danmarks Fiskeriundersøgelser, Danmarks Rumcenter og Danmarks Transportforskning.

- Københavns Universitet med Danmarks Farmaceutiske Universitet og Den Kgl. Veterinær- og Landbohøjskole
- Aarhus Universitet med Danmarks Miljøundersøgelser, Danmarks JordbrugsForskning, Handelshøjskolen i Århus og Danmarks Pædagogiske Universitet.

Endvidere var Handels- og Ingeniørhøjskolen i Herning blevet en del af Aarhus Universitet i 2006. Endelig er Statens Byggeforskningsinstitut blevet en del af Aalborg Universitet, mens Statens Institut for Folkesundhed er blevet en del af Syddansk Universitet.